# Desmétryne
Le desmétryne est un herbicide.